# Stuart K. Card
Stuart K. Card (geboren 1943 oder 1946) ist ein amerikanischer Forscher und pensionierter Senior Research Fellow am Xerox PARC. Er gilt als einer der Pioniere bei der Anwendung von Ergonomie in der Mensch-Computer-Interaktion.

## Leben
Card erhielt 1966 einen B.A. in Physik vom Oberlin College und einen Ph.D. in Psychologie von der Carnegie Mellon University. In den späten 1960er Jahren begann er, als außerordentliches Fakultätsmitglied an der Stanford University zu arbeiten. Ab 1974 arbeitete er bei PARC und war Bereichsleiter der Forschungsgruppe Benutzerschnittstellen. Sein Studium der Eingabegeräte führte zur Charakterisierung der Computermaus nach dem Fitts’schen Gesetz und war ein wichtiger Faktor, der zur kommerziellen Einführung der Maus durch Xerox führte, vor allem in den Projekten Alto und Star, einigen der allerersten GUI-Systeme, die eine Schreibtischmetapher verwenden.
Das Buch The Psychology of Human-Computer Interaction (Die Psychologie der Mensch-Computer-Interaktion) von 1983, das er zusammen mit Thomas P. Moran und Allen Newell verfasste, wurde zu einer wegweisenden Arbeit auf dem Gebiet der HCI. Weitere Forschungen zur theoretischen Charakterisierung der Mensch-Maschine-Interaktion führten zu Entwicklungen wie dem Model Human Processor, der GOMS-Theorie der Benutzerinteraktion, der Informationsforschungs-Theorie und statistischen Beschreibungen der Internetnutzung. Im neuen Jahrtausend konzentrierte sich seine Forschung auf die Entwicklung einer unterstützenden Wissenschaft der Mensch-Informations-Interaktion und visuell-semantischer Prototypen zur Unterstützung der Sinnfindung.
Card trat im Jahr 2010 aus dem PARC in den Ruhestand, war jedoch beratender Professor in der Informatikabteilung der Universität Stanford.

## Auszeichnungen
Card erhielt mehrere Auszeichnungen. Im Jahr 2000 erhielt er den CHI Lifetime Achievement Award von der SIGCHI der Association for Computing Machinery und wurde Fellow der Association for Computing Machinery. Im Jahr 2001 wurde er in die CHI Academy gewählt. 2007 wurde er in die National Academy of Engineering gewählt und erhielt den Bower Award und den Preis für wissenschaftliche Leistungen des Franklin Institute. Am 26. Mai 2008 wurde Card vom Oberlin College zum Ehrendoktor der Wissenschaften ernannt.

## Publikationen
Card hat drei Bücher und mehr als 70 Aufsätze geschrieben und hält 22 Patente.
- 1983: The Psychology of Human-Computer Interaction. Mit Thomas P. Moran und Allen Newell.
- 1990: Human Performance Models for Computer-Aided Engineering. Bearbeitet mit J. I. Elkind, J. Hochberg und B. M. Heuy. San Diego, CA : Academic Press.
- 1996: IEEE Symposium on Information Visualization ’96 : proceedings, October 28–29, 1996, San Francisco, California. Bearbeitet mit Stephen G. Eick und Nahum Gershon. Los Alamitos, Calif. : IEEE Computer Society.
- 1999: Readings in information visualization : using vision to think. Mit Jock D. Mackinlay und Ben Shneiderman.